# جيم هالسي
جيم هالسي (بالإنجليزية: Jim Halsey)‏ هو شخصية أعمال أمريكي، ولد في 7 أكتوبر 1930 في إنديبيندنس في الولايات المتحدة.